# 홍귀달 선생 신도비
홍귀달 선생 신도비(洪貴達 先生 神道碑)는 대한민국 경상북도 문경시 영순면 율곡리에 있는 신도비이다. 1979년 1월 25일 경상북도의 유형문화재 제122호로 지정되었다.

## 개요
신도비란 임금이나 고관의 평생업적을 기록하여 그의 묘 남동쪽에 세워두는 것으로, 이 비는 조선 연산군 때의 문신인 홍귀달 선생의 업적을 기리고 있다.
홍귀달(1438∼1504)은 23세에 문과에 급제하여 벼슬길에 올랐다. 세조 13년(1467) 이시애 난이 일어났을 때 난을 평정한 공을 세워 이조정랑에 오르고 다시 춘추관 편수관이 되어『세종실록』편찬에 참여하였다. 선조 12년(1481)에는 명나라에 사신으로 다녀온 후 호조판서에 올랐으나, 연산군 4년(1498) 무오사화 때 왕에게 잘못된 정치를 고치도록 간언하다 낮은 벼슬로 좌천되었다. 연산군 10년(1504) 경원지역으로 유배를 가던 도중 단천지역에서 교살되었다. 중종반정 이후 그의 명예가 회복되어 이조판서로 추증되었고, 숙종 때 ‘문광’이라는 시호가 내려졌다.
비각안에 있는 비는 받침돌 위로 비몸을 세우고 머릿돌을 올린 모습으로, 각 부분의 조각이 아름답다. 비문은 심하게 닳아있어 읽기가 힘든 상태이나, 다행히도『부림홍씨 세덕록』에 그 원문이 실려있다.
중종 30년(1535)에 세운 비로, 대제학을 지낸 남곤이 글을 짓고, 아들인 홍언국이 글씨를 썼다.

## 참고 문헌
- 홍귀달선생신도비 - 국가유산청 국가유산포털